# Cuisiniste
Ne doit pas être confondu avec Cuisinier.
Un cuisiniste est un professionnel spécialiste de la conception et de l'aménagement des cuisines et assurant la commercialisation de ces produits.
Le concept a été défini par le publicitaire Jacques Boussigué et popularisé par le journal professionnel L'Officiel des Cuisinistes à partir de 1977.

## Caractéristiques du métier

### Un métier commercial
Le cuisiniste est un commercial qui accompagne le client dans son achat d'un agencement pour la cuisine, dans le choix des matériaux et dans le prix. Les clients sont habituellement reçus dans un magasin exposant des démonstrations des aménagements proposés à la vente. Le cuisiniste réalise le devis des travaux. Après la commande, il se déplace chez ses prospects, afin de relever des cotes qui lui permettront de faire les plans techniques pour la réalisation du projet.

### Un métier de design
Le cuisiniste est aussi un concepteur et un dessinateur qui, en fonction des désirs du client (choix du style : design, classique ou traditionnel) et des contraintes (pièce existante ou pas, budget prédéfini par le client, temps imparti et possibilités d’aménagement en meubles et appareils ménagers) élabore un plan de la future cuisine.
De plus en plus de cuisinistes utilisent des logiciels DAO (Dessin assisté par ordinateur) qui permettent au futur acheteur de visualiser dans l'espace en 3D sa future cuisine.
Le cuisiniste haut de gamme se spécialise dans la conception et la réalisation de cuisines qui mettent en œuvre des matières dites nobles comme le bois massif, l'acier ou encore le granit pour un plan de travail.

## Formations

### En France
Le métier de cuisiniste  demande beaucoup de créativité ainsi que des formations bien spécifiques:
- CAP menuisier fabricant de menuiserie, mobilier et agencement,
- CAP menuisier installateur,
- CAP ébéniste,
- BCP (brevet de compagnon professionnel) menuisier agenceur,
- bac pro étude et réalisation d'agencement,
- bac pro technicien de fabrication bois et matériaux associés,
- bac pro artisanat et métiers d’art,
- bac pro technicien menuisier-agenceur,
- BTS agencement de l'espace architectural,
- BTS SCBH - systèmes constructifs, bois et habitat,
- BTS développement et réalisation bois.

La vocation de ce métier est autant esthétique que pratique ; des écoles de décoration et d'architecture d'intérieur peuvent préparer à ce métier.
Ce métier demande la maîtrise de certains outils informatiques ainsi que des logiciels spécialisés qui calculent les emplacements des éléments en 3D afin de représenter la pièce une fois aménagée.

## Évolutions
Les cuisinistes peuvent évoluer au cours de leurs carrières en devenant par exemple chef de groupe.
De plus si le cuisiniste possède une formation complémentaire, il peut se permettre de se lancer dans la décoration d'intérieur.

## Salaires

### En France
1 600 €  brut par mois environ pour un salarié d’une entreprise de finition du BTP ou d’un fabricant industriel, ou pour un agenceur débutant niveau bac pro.
Autour de 1 800 € pour un créatif.
En fonction de son carnet de commandes, un artisan à son compte peut avoir des revenus nettement plus importants.